# 丹氏白鮭
丹氏白鮭，為輻鰭魚綱鮭形目鮭科的一種，為溫帶淡水魚，被IUCN列為易危保育類動物，分布於歐洲奧地利特勞恩湖流域，深度40-60公尺，體長可達22公分，棲息在底中層水域，生活習性不明。